# Kanton Pointe-à-Pitre-2
Kanton Pointe-à-Pitre-2 was een kanton van het Franse departement Guadeloupe. Kanton Pointe-à-Pitre-2 maakte deel uit van het arrondissement Pointe-à-Pitre en telde 4.446 inwoners (2007).
In 2015 werden de kantons Pointe-à-Pitre-1, Pointe-à-Pitre-2 en Pointe-à-Pitre-3 samengevoegd tot kanton Pointe-à-Pitre.

## Gemeenten
Het kanton Pointe-à-Pitre-2 omvatte de volgende gemeente:
- Pointe-à-Pitre (deels)